# 한국식문화교육협회
한국식문화교육협회는 올바른 식생활습관 교육, 다양한 요리체험활동 및 농어촌과 연계한 우수전통음식 체험활동 연구, 개발로 농어촌 경제 성장 촉진, 세계 여러나라 음식문화 교류 사업과 함께 환경·건강·배려를 교려한 녹색식생활의 우수성을 널리 전파, 국민 건강 증진에 기여할 목적으로 2012년 1월 4일 설립 허가된 대한민국 농림수산식품부 소관의 사단법인이다. 사무실은 충북 청주시 흥덕구 예체로179번길 5, 에 위치하고 있다.

## 주요 사업
- 국민건강을 위한 식생활 교육 및 녹색식생활의 우수성 전파 사업
- 농어촌 연계 전통식품 체험활용 연구·개발을 통한 한국 식문화 보금 및 전파사업
- 건강지향 한식 세계화를 위한 세계각국 음식문화 교류를 위한 인재양성
- 다양한 사회속에서 전통요리와 세계 여러 나라의 요리체험프로그램을 통한 다문화적 소통 사업 등